# Sergej Želanov
Sergej Viktorovič Želanov (in russo Серге́й Викторович Желанов?; trasl. angl.: Sergey Zhelanov; Aleksin, 14 giugno 1957) è un ex multiplista sovietico.

## Palmarès
| Anno | Manifestazione  | Sede  | Evento    | Risultato | Prestazione | Note |
| ---- | --------------- | ----- | --------- | --------- | ----------- | ---- |
| 1980 | Giochi olimpici | Mosca | Decathlon | Bronzo    | 8 135 p.    |      |